# Amphicoma iberica
Amphicoma iberica är en skalbaggsart som beskrevs av Drioli 1980. Amphicoma iberica ingår i släktet Amphicoma och familjen Glaphyridae. Inga underarter finns listade i Catalogue of Life.